# Extravagantes communes
Le Extravagantes communes sono una raccolta di decretali papali compilata verso la fine del XV secolo da Giovanni di Chappuis con l'intento di raccogliere la produzione giuridica da Urbano IV a Sisto IV. Sebbene tale raccolta sia stata realizzata su iniziativa di un privato, successivamente venne inserita insieme alle Extravagantes Iohannis XXII del XIV secolo nel Corpus Iuris Canonici, emanato nel 1580 da Papa Gregorio XIII, diventando una delle fonti fondamentali del diritto canonico della Chiesa cattolica. Il termine Extravagantes (dal latino "quelle che vagano fuori") si riferisce proprio a quei decreti papali che non facevano parte delle precedenti raccolte ufficiali di diritto canonico.